# 聖書教会連盟
聖書教会連盟（せいしょきょうかいれんめい）は、日本の福音派の団体である。
米軍軍人のC・レナードがダグラス・マッカーサー元帥と共に訪日。荒廃した日本に福音宣教をする志を持った。1954年11月に夫妻で訪日。能登半島での伝道を志し、準備をするために一時帰国した後、1957年より輪島市で伝道を始めた。輪島、七尾、門前、羽咋、内灘、金沢で伝道し教会を形成した。1965年に教会の代表が集まり、聖書教会連盟を設立した。現在、東京キリスト教学園の支援をしている。

## 加盟教会
- 内灘聖書教会[1]
- 金沢聖書キリスト教会[1]
- 金沢あおぞら教会[1]
- 泉野聖書教会[1]
- 松任聖書教会[1]
- 金沢西聖書教会[1]
- 羽咋聖書教会[1]
- 七尾聖書教会[1]
- 輪島聖書教会[1]
- 門前聖書教会[1]
- 能都聖書教会[1]